# Scleria clathrata
Scleria clathrata är en halvgräsart som beskrevs av Ferdinand von Hochstetter och Achille Richard. Scleria clathrata ingår i släktet Scleria och familjen halvgräs. Inga underarter finns listade i Catalogue of Life.